# Флореску, Стефан Иванович
Сте́фан (Ште́фан) Ива́нович Флоре́ску (рум. Ștefan Florescu, 13 мая 1934, Молодия — 7 декабря 2016, Бельцы) — молдавский живописец и график, член Союза художников СССР с 1978 года (с 1991 года — Союза художников Республики Молдова), изобретатель высокоуровневых выразительных средств, решатель противоречивых художественных задач в живописи и графике с позиций ТРИЗ (теории решения изобретательских задач).

## Биография
Родился 13 мая 1934 года в селе Молодия (ныне Украина).
До трёхлетнего возраста не умел говорить. Физический недостаток Стефана был сразу замечен в детской дворовой среде. Ему сделали операцию на гортани, и он постепенно смог говорить.
Отец Стефана — Ион Васильевич — работает главным механиком мукомольни. Приучает сына к плотничному и кузнечному мастерству, промыслу охоты. Мать — Вероника Пантелеймоновна — к возделыванию винограда, уходом за домашними птицами, овцами и коровой, ручному ковроткачеству. Юношей Стефан познаёт столярное и кровельное дело: из дерева стелет крыши сельчанам, ремонтирует покосившиеся сараи и заборы, конструирует и устанавливает водостоки за мизерную плату или за натуральные продукты питания.
В 1947 году умерла его 11-летняя сестра.
В 1949 году в Черновцах поступает рабочим в Артель. Он выливает из металла посуду, покрывает её эмалью. Появляется возможность наблюдать за работой художников, наносящих узоры на поверхность чашек, мисок и кастрюль. Хоть какая-то независимость от однообразного уклада сельской жизни. Стефану хочется стать художником-мастером.
С 1960 по 1965 годы обучался и завершил с отличием художественное училище декоративно-прикладного искусства в городе Вижница, Украина. С 1967 по 1973 годы получил образование во львовском полиграфическом институте имени Ивана Фёдорова на факультете графики.
С 1973 года по настоящее время проживает и создаёт произведения в муниципии Бельцы (Молдова).
В 1975 году преодолел почти смертельную автомобильную аварию. В 1976 году Стефан Флореску пережил смерть отца Иона Васильевича, а в 1985 году — тяжёлую болезнь жены Валентины. В 1986 скончалась мать — Вероника Пантелеймоновна. В 2005 году проходит через собственную болезнь.
В 19 лет Стефан призывается на трёхгодичную срочную армейскую службу в Калининград (до 1946 года — город Кенигсберг, бывшая Восточная Пруссия). А через год, в 20 лет, знакомится с армейским художником Николаем. Он помогает Стефану Флореску найти через прессу рекламу о наборе учеников на заочные курсы изобразительного искусства. Стефан отправляет необходимые документы на курсы, и становится слушателем. Командование танкового полка поддерживает «отличного солдата», разрешив обучаться основам изобразительного искусства, хотя от несения службы не освобождается.
За один год танкист-студент досрочно завершает программу двухлетнего периода, выполняя все практические предписания. Демобилизовавшись, он получает свидетельство об окончании начального уровня. Московское руководство предлагает способному ученику продолжить оттачивать художественные умения. Стефан приобретает методички у них по почте. Вместо четырёх лет обучения, за один год, вновь досрочно, завершает очередную ступень изобразительной культуры, и получает второй документ. К тому времени эти курсы называются Университетом Народного Творчества имени Дружбы Народов.
Он понимает, что полученных знаний и навыков без взаимного общения с педагогом недостаточно. Следование научно-практическим рекомендациям ведения реалистического рисунка и живописи, лепке объёма форм, передаче пространства на плоскости по законам линейной и воздушной перспектив, технологии создания художественного образа, развитой в детстве наблюдательности, заставляет Стефана к своим результатам относиться критически, с сомнением, с недоверием.
Вернувшись в 1956 году со службы из Армии, Стефан хочет стать монахом, наивно надеясь на условия для предельной сосредоточенности в области искусства. Он приходит к выводу, что будет «монахом» в искусстве, не уходя от «мирской жизни».
В 22 года, после службы в Армии, поступает в Черновицкую художественную студию под руководство Народного Художника Украины И. Холоменюка. Это его первый профессиональный учитель. Он в течение двух лет прививает Стефану реалистическую любовь к изобразительному искусству. Это типовой этап превращения ученика в профессионала, но не изобретателя в искусстве. С. Флореску экстерном в течение одного года (вместо четырёх) успешно учится в Московском Университете Народного Творчества (1959), изучая основы классического рисунка и графики, живописи и композиции.
Он хочет получать знания дальше, а семилетний школьный уровень подготовки не позволяет ему продолжить своё обучение даже в художественном училище. Другой бы отступил, но только не Стефан. Он добивается через Черновицкий областной отдел образования разрешения сдавать экзамены экстерном за 8-й класс. Изучает школьные дисциплины на дому с педагогами, и к весне 1960 года завершает неполное среднее образование. Исполняется ему 26 лет. И он ещё не считает себя художником, и уж тем более — творцом.
Одевается будущий художник совсем скромно. О модной одежде даже не думает. После службы в Армии ходит в гимнастёрке, шинели и кирзовых сапогах. В таком виде приезжает поступать в вижницкое училище декоративно-прикладного искусства. Цель тогда у него была одна — учиться.
В съёмной комнате у студента помещается железная кровать, деревянный стол, стул, полки с книгами об искусстве и этюдник. Быт себе он полностью подчиняет, обучаясь декоративному искусству.
Он соблюдает жёсткий студенческий режим. Успевает на лекцию к восьми часам. Возвращается в обеденный часовой перерыв на съёмную квартиру, чтобы быстро перекусить и вернуться к занятиям. Иногда забывает принимать пищу, увлекаясь чтением книг по истории изобразительного искусства. В библиотеке конспектирует биографии великих художников. Выходит на этюды. Пишет портреты. Готовится к семинарским зачётам. Ложится спать в час ночи. На сон остаётся всего-то пять часов.
Наброски Стефан делает постоянно. Хотя в училище этого программа и не требует. Всё рисует: архитектуру, транспорт, лошадей, группы людей, их характеры. Папка и блокнот постоянно с ним. Инструментом ему служит мягкий простой карандаш и фетровая ручка. На больших форматах рисует сангиной, углём.
С. Флореску с первого курса художественного училища (1960) в одиночку набирает темп, следуя принципу: «Ни дня без набросков, этюдов и картин». Стефан не афиширует свой каждодневный труд над собой. Он скромно молчит, понимая, что, тренируясь сегодня, создаст в будущем интересные композиции. Ему хочется сразу по специальности перейти на четвёртый курс. Но программа имеет свои законы. Надо учиться все пять лет поэтапно. С. Флореску успешно оканчивает училище. К 31 году он приобретает определённый навык ведения реалистического рисунка, декоративной и живописной композиции. Но этого ему мало.
После окончания училища, экзаменационная комиссия направляет С. Флореску работать декоратором в драматический театр украинского черноморского городка Скадовск (Херсонская область). Сценография не сильно вдохновляет начинающего самостоятельную жизнь художника — эта деятельность идёт вразрез к поставленным целям. Ему хочется полной независимости от режиссёра. Его не удерживает, выданная как молодому специалисту, двухкомнатная в два яруса квартира.
В поиске «творческой свободы» в 1967 году С. Флореску переезжает с супругой и годовалым сыном в город Геническ (Украина, Херсонская область), распростёртый на берегу Азовского моря. Его принимают в местную ткацкую фабрику художником-декоратором. Новоиспечённый выпускник художественного училища к тому периоду обладает достаточным уровнем творческого потенциала.
Бытовая неустроенность его никогда не отпугивает: искусство превыше всего. Работая художником-декоратором на ткацкой фабрике в Геническе (Херсонская область, Украина), он снимаем комнатку в коммунальной квартире, где и живёт его семья. Через год руководство предприятия выделяет временное жильё. А в 1970 году молодой художник получает благоустроенную государственную трёхкомнатную квартиру в новом микрорайоне в семистах метрах от побережья Азова. К этому времени рождается второй сын.
Нереализованные ожидания от официальной работы начинают понемногу его угнетать. Он разрывается между собственными живописными и графическими разработками и жёсткими обязанностями художника-декоратора. Неразрешённое внутреннее противоречие заставляет С. Флореску искать выход, чтобы полностью посвящать себя созданию тематических произведений.
Внешние обстоятельства складываются таким образом, чтобы испытать амбиции С. Флореску на прочность по отношению к выбранной цели. Ему предлагаются потребительские идеалы — власть и материальный достаток, чтобы он потерял поисковую бдительность. Для социального развития семьи финансовое благополучие очень необходимо, но для продвижения художественных целей — это творческая смерть. Как поступить Стефану Флореску?
Киевское руководство всех девяти украинских ткацких фабрик (1968) желает его назначить главным художником. В подчинении окажутся художники-декораторы. Оплата труда — на порядок выше. До «соблазнительного» предложения по росту карьеры С. Флореску производит (согласно функциональным обязанностям) все технические и декоративные расчёты композиций, разрабатывает эскизы ковров, узоров, колорита нитей. Два раза в год в Киеве собираются работники всех фабрик на Художественный Совет. В 1968 году его избирают в члены Совета. До 1973 года (год окончания пребывания на Украине) Стефан Флореску входит в этот Совет. С ним считаются, поскольку его работы яркие и индивидуальные.
В Киеве в специальном зале при министерстве лёгкой промышленности Украины выставляются декоративные проекты С. Флореску. Его узоры для ковров и одеял, тканей всегда особо отмечаются. В честь этого разрешается один раз в год путешествовать четыре недели по стране и изучать прикладное искусство народов СССР. Выбор республики и маршрут он определяет сам. Во время командировок С. Флореску исследует местный декор, но чаще пишет пейзажи, портреты с натуры.
Он отказывается от должности главного художника. Ему важнее творческая свобода и независимость от условностей конвейерного процесса. Готовится переехать жить в Молдову. Директор и инженерный состав уговаривают его остаться на фабрике. С. Флореску увольняется с фабрики весной 1973 года, и осенью переезжает с семьёй в северный регион Молдовы — город Бельцы. Это и есть выход из внутреннего противоречия.
Пять лет учится в Вижницком (Украина) училище декоративно — прикладного искусства (1960—1965), шесть лет познаёт секреты графического оформления книги в Львовском полиграфическом институте (1967—1973).
Учебная и частнохудожественная цели корректируются — создавать иллюстрации независимо ни от какого текста писателя: самостоятельно выбирать тему, технику и создавать собственное произведение.
В 33 года поступает в львовский полиграфический институт имени И. Фёдорова на факультет графики.
В 39 лет Стефан Флореску получает диплом с высшим художественным образованием. К этому времени создана семья: любимая и любящая жена Валентина, понимающая и поддерживающая творческий полёт мужа, двое детей (старшему сыну — 7, младшему — 4 года).
В 2006 году кишинёвская типография издала полноцветную книгу-каталог о творчестве Стефана Флореску (полная версия: на румынском и русском языках, сжатая версия: на немецком и английском языках). Монография о художнике, написанная молдавским искусствоведом, его сыном, Романом Флореску, — «Штефан Флореску: буковинский „монах“ в искусстве Молдовы», серия: «Художники-изобретатели в искусстве Молдовы XX—XXI веков», — распространилась среди молдавских и румынских, латышских и украинских художников и искусствоведов. Это исследование хранится в крупных библиотеках Молдовы (Кишинёв, Бельцы) и Румынии (Бухарест, Яссы), Латвии (Рига) и Украины (Черновцы).

## Выбор и определение творческих целей
Стефан Флореску в двадцатидвухлетнем возрасте ставит перед собой типовую художественную цель — научиться создавать образы, идеи искусства. На начальном этапе жизни (1956—1965) его цель обладает учебно-эстетическим качеством:
1. Изучение и совершенствование типовых способов раскрытия замысла о жизни сельских и городских тружеников, незначительное изменение известных приёмов ведения пейзажа.
2. Выработка и улучшение элементарных умений и навыков синтеза декоративных произведений.
3. Разработка жанра портретной и тематической композиции о деятельности людей, превращая персонажи в символ внутренней созидательной силы графическими и живописными инструментами[1].

С 1966 года задачи принципиально преобразовываются и корректируются: в них всплывают изобретательские свойства.
1. Частнохудожественная цель: решение конкретных художественных задач (1966—1975):
  - Создание произведений искусства в различных жанрах и видах на темы жизнедеятельности обыкновенных людей.
2. Общехудожественная цель: решение общехудожественных проблем (1976—1984):
  - Создание произведений искусства в различных жанрах и видах на темы деятельности великих людей, повлиявших на развитие цивилизации.
  - Совершенствование выразительных средств, придавая им современное молдавское «звучание».
  - Изобретение жанровых композиций, посвящённых национальным традициям и развитию жизни людей, отталкиваясь от фольклора молдавского и украинского этносов.
3. Социально-художественная цель. Решение комплекса философских проблем:
  - Раскрытие тематики, позволяющей осмыслять Зрителем развитие хода современной истории Молдовы (1982—1987).
  - Синтез составных частей реализма и модернизма для раскрытия положительной направленности тематики из современной жизни молдавской культуры и её будущего. Изобретение новых выразительных средств социально-философского значения (1988—2010).

## Творческая программа саморазвития. Её контроль
Определив достойные жизненные цели, юноша составляет для себя программу действий в искусстве. Неистово контролирует ход её выполнения. Стратегию не расписывает на бумаге, он её удерживает в памяти.
С 22 лет Стефан Флореску понимает необходимость не только получать знания, но и вырабатывать умения и навыки портретного рисовальщика с натуры, раскрывая многослойный мир человека. Научиться создавать художественный образ через живописные, графические и декоративные средства, изучая всевозможные технические эффекты. Он привыкает вести зарисовки с увиденных явлений натуры, чтобы впоследствии превращать их в образ искусства, возводя в символ. Стефан контролирует ход выполнения программы саморазвития. Соизмеряет соответствие поставленных целей по отношению к результатам в различные периоды жизни.
С целью саморазвития и корректировки творческого процесса, встречается с мудрыми художниками современности. Это Мартирос Сарьян (Армения), Джемма Скулме (Латвия), Илья Богдеско (Молдова, Россия), Ион Холоменюк (Украина), Лазарь Дубиновский, Михай Греку, Игорь Виеру, Элеонора Романеску, Ион Табурца, Николай Коцофан (Молдова) и другие.
Общается на эстетические темы с выдающимися работниками бэлцького драматического театра имени В. Александри: народным артистом СССР Михаем Волонтиром, режиссёром Анатолием Пынзару.

## Повышенная работоспособность на пути к искусству
Изучает реальную жизнь: постоянно пишет с натуры незнакомых людей, ежечасно зарисовывает фрагменты увиденного пейзажа, замеченной городской и сельской, морской жизни различными техниками при любых погодных обстоятельствах. Создаёт графические портреты и пейзажи во время трёхгодичной службы в рядах Советской Армии в танковых войсках (1953—1956), в дни проживания в Молодии (1957-60), в период семейного отдыха на побережьях Чёрного и Азовского морей (1965—1986). Выезжает на пленэр по Молдове, Украине, Румынии, России (1961—2010).
С. Флореску до сих пор просыпается в шесть часов утра. Делает элементарную физическую гимнастику. Рано уходит в мастерскую работать над очередным произведением, несмотря уже на свой семидесятипятилетний возраст.
Он по вечерам читает и изучает журналы: «Творчество», «Искусство», «Декоративное искусство», «Художник», «Atelier», «Saloanele Moldovei». Обязательно смотрит телепередачи или фильмы о жизни музыкантов, актёров, писателей, художников, скульпторов, архитекторов. Не жалеет денег на покупку книг по искусству. Перечитывает их постоянно, подчёркивая карандашом яркую мысль. Рассматривает репродукции произведений других художников, сравнивая их результаты со своими картинами и идеями. Любит слушать народные песни Молдовы и Румынии, России и Украины, черпая и в них вдохновение.
Объезжает художественные музеи по странам Прибалтики, Средней Азии, Румынии, Украины, России, Молдовы, воочию наслаждаясь шедеврами изобразительного и объёмного искусства. Посещает православные церкви и монастыри Украины, Молдовы и Румынии, впитывая тайны фресок на библейские темы, архитектурного дизайна.
Интересуется научными достижениями в образовании и сельском хозяйстве из бесед с видными учёными Молдовы — Николаем Филипп, Ильёй Унтилэ, Михаилом Лупашку, Борисом Боинчан, Михаилом Вронских. Старается вникнуть в экономическое развитие страны не только по газетам и журналам, но и общаясь с её политическими деятелями — первым Президентом Молдовы Мирчей Снегуром, депутатами Парламента — Ионом Боршевичем, Валерием Косарчуком. Посещает общеобразовательные школы и лицеи, глубже раскрывая для себя жизнь молодёжи.
Набирается впечатлений о жизни муниципия Бельцы, встречаясь не только с его сегодняшним мэром Василием Панчуком, но и ведя постоянные наблюдения за преобразованием городского быта, активно развивая местное искусство.
Отслеживает архитектурно-эстетическое преобразование северной столицы Молдовы. Ежедневно сочиняет в мастерской и дома варианты тематических композиций на основе собранных эскизов и зарисовок. Приглашает в мастерскую молодых искусствоведов и в беседе с ними узнаёт об изобретательских подходах в искусстве.

## Техника решения жизненных и художественных задач
Стефану Флореску приходится овладевать методологией решения жизненных, организационных и художественных задач, встречающихся на пути к выбранным целям.
Мальчик родился в селе Молодия Черновицкой области (Румыния, ныне — Украина), окружённом древними бескрайними буковинско-карпатскими лесами, в обветшавшем деревянном домике на холме вдоль глиняной дороги. Он появился третьим в семье. За ним присматривают старшие сёстры, пока не начинает самостоятельно ходить. Обстоятельства давят на Стефана, как и на многих подростков, стандартным школьным воспитанием и обучением. Детского сада в селе нет. В 1942 году поступает в румынскую начальную школу, в 1949 году оканчивает украинскую советскую семилетку.
Родители (мать — Вероника Пантелеймоновна Флореску, и отец — Ион Васильевич Середяк) одевают единственного сына скромно и аккуратно: крестьянские холщовые брюки, румынская национальная рубаха и самодельная жилетка. Учителя рассказывают детям сказки. С ними играют. В школе для обучения письму используется таблица из жжёной глины (с одной стороны она в линейку, а с другой — в клетку). На ней Стефан выводит буквы и слова на румынском языке латинской графикой, рисует простые геометрические фигуры. (До 1944 года Буковина и Бессарабия находятся под юрисдикцией Румынии).
Трудолюбивые родители, перед обучением в начальной школе, приобщают мальчика к самостоятельному чтению Библии на румынском и украинском языках. Рассматривает иллюстрации. Их копирует огрызком химического карандаша на газетных листах бумаги. Это неосознанное противостояние массовому государственному воспитанию (1944—1949) со стороны его родителей, в дальнейшем придаёт подростку импульс к саморазвитию.
Стефану навязывается привычная жизненная цель. Родители воспитывают в нём любовь к сельскому труду. Особенно отец старается передать все тайны кузнечного дела, видя в сыне своего преемника. Вероника Пантелеймоновна (гувернантка), глубоко верующая православная христианка, в детях воспитывает любовь к Богу. В старенькую единственную церковь в выходные дни ходят всей семьёй. Подросток неосознанно ищет свой путь жизни. Умение
сосредотачиваться на размышлениях он приобретает ещё в период вынужденного болезненного молчания, чтобы хоть как-то отличаться от любителей издеваться над недугом.
На него оказывают влияние православные книги, показывая направление к цели. Особенно завораживают книжные миниатюры на библейские темы «жития старцев». Книг православного толка имеется немного в деревенской семье того периода, но для подростка этого вполне достаточно, чтобы находить себе интересующее занятие. Мать их читает вслух.
Второклассник Стефан вечерами перерисовывает иконы. Подражать творчеству иконописцев его никто специально не учит. Для мальчика — это смелый шаг вперёд, хотя и не совсем сильный. Но это лучший ход, развивающий любовь к Богу и «деяниям» Святых, при складывающихся обстоятельствах.
Стены в доме украшаются православными красочными образами. Некоторые односельчане просят мальчика подарить изображения Святых. И это вопреки навязываемому атеизму: юноша познаёт мир через Библию.
Обстоятельства[какие?] не подпускают парня к информации об искусстве, необходимой для выбора достойной художественной цели.
В глиняном двухкомнатном доме, покрытом соломой, кроме печи и земляного пола, одной старинной иконы и старых румынских и украинских книг ничего нет. Деревянные шкафы, столы и кровати сконструированы хозяином семьи Ионом Васильевичем. Взрослея, Стефану приходится скромное имущество ремонтировать. Он стремится к независимой цели по общедоступной информации — Библии. Великая Книга христиан — серьёзный ресурс, подсказывающий Стефану определение индивидуального смысла жизни.
Начальное типовое школьное воспитание развивает у Стефана одно из необходимых качеств будущего художника — любовь к людям и окружающей действительности. Особенно этому способствует общение с первой учительницей — Марицей Врэбиеску. Она запоминается на всю жизнь.
Детскую душу удивляет, шокирует, потрясает, что учительница сама играет на музыкальных инструментах, сама рисует пейзажи, сама пишет буквы и слова, сама обучает азам математики, истории и литературы. Слушает её эмоциональные рассказы об освободительных войнах, о развитии зодчества, о крупных исторических личностях. Мальчик ярко рисует в своём воображении услышанные события. Естественно, рисовать в первом классе он ещё не умеет.
Во втором классе ему родители покупают первый альбом и цветные карандаши. Ученик с любопытством посещает программные уроки рисования и пения. Но рассматривать книжные иллюстрации для него становится любимым увлечением. Он интересуется способами создания изображений. Стефан наблюдает, как Марица Врэбиеску, выходя на пленэр, пишет акварелью деревья, поля, небо, дома. Он подражает ей: зарисовывает цветными карандашами в свой школьный альбом природу села.
Её умение писать картины завораживает подростка, будит воображение, проявляет способность к смелому изображению обычных окружающих объектов. Он показывает ей первые свои копии с икон. Она доброжелательно и с любовью отвечает на вопросы юного художника, поддерживает похвалой акварельные пейзажи и образы Святых. У мальчика проявляется уверенность в своих художественных способностях.
Будучи студентом художественного училища, в Вижнице С. Флореску снимает комнату. В одной семье он подрабатывает гувернёром: обучает изобразительному искусству четырнадцатилетних мальчишек, чтобы не оплачивать за проживание. Средства художнику всегда нужны. Если С. Флореску пишет картину на заказ, то её реализовывает. Деньги опять пускает для приобретения холстов, подрамников, кистей и красок, что останется — на жизнь.
В 1965—1966 годах в городе Скадовске у Чёрного моря (Херсонская область) С. Флореску по выходным дням идёт на пленэр писать морские тематические пейзажи. Ставит перед собой художественные задачи и конкретно их решает. Например, в работе «Вечерняя колыбель на Чёрном море. Город Скадовск» (1966) художник передаёт материнское беспокойство за жизнь спящего младенца с помощью не только синеватых морских волн и ритма трёх деревьев (это слишком банально). Он усиливает восприятие за счёт взаимосвязи взгляда молодой матери с движением пассажирского катера по линии горизонта (выразительное средство — «незримое взаимодействие объектов» — очень ценно, нестандартно, отличается от подходов других маринистов). При этом применяет приём композиции «Асимметрия». На уровне лепки форм и пространства художник не создаёт ничего необычного. Передний план трактует предельно декоративно и обобщённо. Своим находкам он не придаёт особого значения.
Обучаясь в Львовском полиграфическом институте на украинском языке, С. Флореску страстно хочет говорить и писать на русском языке, чтобы иметь широкий доступ к литературе по искусству, быть понятым другими. Из Министерства Просвещения СССР приходит приказ о разрешении Стефану Флореску вместо немецкого языка учить русский язык, как иностранный. Это позволяет максимально погрузиться в штудирование законов искусства. Все сессии он сдаёт на «отлично».
Цикл 12-ти графических композиций на единую тематику, раскрывающих не лёгкий труд рыбаков, создаётся Стефаном Флореску в качестве дипломной работы в львовском полиграфическом институте. В этот период он завершает учёбу. Работает художником-декоратором и сочиняет композиции. Морскую серию С. Флореску называет «Рыбаки Азовского моря». На третьем курсе института (1970) студентам педагог предлагает обдумывать тематику будущей итоговой работы, связанной с оформлением книги. Стефан Флореску не желает иллюстрировать чью-то книгу, чьи-то мысли.
Он берёт идею из окружающей жизни. Сложность состоит в том, что действительность не является искусством, — её необходимо преобразовать и выразить эстетическим языком. Он имеет уже достаточно материала на морскую тему: зарисовки и этюды рыбаков, лодок, сетей, процесса добычи улова. С. Флореску ходит с рыбаками в море. Так скапливается вспомогательная информация. Он решает ею воспользоваться для поиска композиционного решения. Если имеется ресурс, то его необходимо применить: так поступают художники-изобретатели. Он убеждает преподавателя в выборе реальной тематики и её иллюстрировании, создавая макет папки с авторскими гравюрами. У С. Флореску появляется первый графический лист на тему вытаскивания сетью улова, второй лист — на тему отдыха рыбаков, третий — на тему подготовки лодок к последующему выходу в море, четвёртая линогравюра раскрывает образ рыбацкой династии…
С 1970 по 1973 годы самостоятельный студент поэтапно создаёт серию линогравюр о жизни рыбаков. В течение полугода на шестом курсе в Львове он завершает все 12 листов: печатает оттиски, фотографирует их, проводит технический и экономический расчёты, пишет теоретический текст выпускной работы, и защищается на «отлично». Таким образом, С. Флореску соединяет необходимые требования вуза с собственными наблюдениями за жизнью морских тружеников, и не идёт против себя — не иллюстрирует чужие идеи писателей.
На протяжении последующих семи лет руководство института демонстрирует гравюры С. Флореску в выставочном зале вуза в качестве образца для студентов следующих курсов. Появляется заметка в газете «Львовская правда». Публикуется сообщение в киевской прессе. В республиканском журнале «Украина» на второй странице печатается главная гравюра «Молодой рыбак».
Желание узнать современную технологию живописи, толкает Стефана на поездку в рижскую художественную академию. Из искусствоведческих журналов[какие?] он приходит к выводу: прибалтийская школа живописи на тот период времени является одной из прогрессивных. Специально отправляется в Ригу. Встречается с руководством[кто?] знаменитого вуза. Его проводят по аудиториям академии. Просторные мастерские и дипломные работы местных выпускников сильно впечатляют львовского гостя композиционным размахом и простой цветовой насыщенностью. Чтобы перевестись из одного вуза республики в другое учебное заведение другой страны СССР необходимо на уровне Министерства Просвещения добиться перечислений финансов с Украины в Латвию. Стефану Флореску чиновники Москвы в этом отказывают, ссылаясь на какие-то технические сложности. Он переживает о несбыточном желании, но стремление к саморазвитию в любых условиях пересиливает временную неудачу. И продолжает учиться живописи испытанным способом — у Природы.
Путешествуя по Армении в 1970 году, С. Флореску посещает известного живописца Мартироса Сарьяна. Маэстро, которому тогда исполнилось 90 лет, жил и творил а доме-музее. На четвёртом этаже — вместительная мастерская, покрытая стеклянной крышей, а на трёх этажах вывешены его картины. Они общаются за чашкой чая на открытой веранде. Согревающее ереванское солнце, словно подсказывает Стефану Флореску направление беседы. Ищущий свой индивидуальный творческий почерк, начинающий художник показывает легендарному творцу свои наброски и этюды. Мастер в течение часа внимательно разглядывает каждую работу. Потом говорит, как будто предсказывая: «Ты будешь настоящим художником». С. Флореску, стыдясь, наивно, но искренне спрашивает: «Как стать самобытным молдавским художником?». Он слышит мудрый ответ: «Ты приедешь домой, отставь эти зарисовки в сторону и пиши те места, в которых родился и вырос. Это и будет национально». Стефан Флореску чувствует, что движется в верном направлении. Эта встреча станет поворотной и решающей: слова Великого Мартироса Сарьяна будущий молдавский художник запоминает на всю жизнь.
В Молдове, он работает в бельцком художественном фонде (1973—1996). Необходимые материалы покупает в салоне-магазине. В сложившихся обстоятельствах приходится снижать потребности, чтобы реализовывалась поставленная цель. Художник зарабатывает на жизнь гонорарами. Ищет рекламно-оформительскую работу в колхозах и фермерских хозяйствах, государственных научных и образовательных учреждениях, в фирмах и банках. К нему сами обращаются любители эстетики, как частные лица, заказывая авторские произведения.
Художник решает окончательно обосноваться в Молдове. Хотя финансово ему комфортнее было в Геническе, но душевный «покой» приобретает лишь в Молдове. Он не ищет лучшей материальной доли, а хочет именно здесь добиваться поставленных ещё в 22 года творческих целей, воспевая молдавский народ, её традиции. Ему эта культурная группа близка по духу, она ему родная.
Его желание стать независимым расшибается о реальную действительность. Даже стать свободным от мнения Зрителей не удаётся.
Надо или прислушиваться к публике, идти на поводу у её стереотипов, отказываясь от изобретения новых выразительных средств, или игнорировать чужое мнение, что вызывает неприятие, непонимание. Но можно ещё другим способом решать художественные задачи. Следует достучаться до сердца Зрителей и реализовать свои достойные цели, воспитывая иной взгляд у поклонников на искусство.
Третий путь самый тяжёлый.
Стефан Флореску устраивается в художественный фонд оформителем. Работает в двух направлениях: в фонде зарабатывает деньги, выполняя стандартные портретно-плакатные заказы, а в свободное от рекламной деятельности время создаёт тематические композиции, участвует активно в городских и республиканских выставках.
Распорядок дня сам себе устанавливает: минимум времени выделяет на выполнение плакатов, а максимум — на композиционный поиск нестандартных средств выражения.
В 1978 году Стефан Флореску принят в Союз Художников СССР. Это позволяет ему ближе приобщаться к молдавскому искусству и творчеству других народов. Ему исполняется 44 года.
Творческий образ жизни Стефана Флореску на Украине и в Молдове поддерживается его супругой Валентиной — единственной женщиной, которая его понимает. Благодаря жене он работает активно на поставленную цель.
Отказывается от модной одежды, деликатесной еды. Он чрезмерно скромен в быту. Его дети воспринимают такой уклад, как норму жизни, — несмотря на солидные гонорары. Львиная доля финансов расходуется им на покупку красок, бумаги, картона, холстов и кистей, а также — на приобретение искусствоведческих книг, подписку журналов о живописи и графике, декоративном искусстве и дизайне.
Стефан Флореску учится обращаться с зеркальным фотоаппаратом (80-е годы XX века), слайдоскопом и эпидиаскопом для быстрого переноса собранных композиционных решений на большие поверхности холста и картона. Совмещает слайды и собственные эскизы. Изучает известные изобразительные эффекты, применявшиеся художниками прошлых эпох при раскрытии замысла. Придумывает идеи, чтобы не повторять достижения предыдущих мастеров.
Организовывает живые встречи с тружениками разных профессий, выявляет из бесед тонкости профессионального мастерства, пытается сам испытать их ремесло. Изучает тексты по истории различных этносов, встречается и ведёт переписку с художниками-педагогами, проживает (от 1-го до 6-ти месяцев) в ландшафтах среди тех людей, чьи образы хочет осмыслять и раскрывать через изобразительное искусство.
В 1996 году 28 ноября Стефан Флореску реорганизовывает закрывшийся бельцкий художественный фонд (в связи с отсутствием заказов в независимой молодой республике) в филиал Союза Художников Молдовы и избирается её председателем.
С небольшой группой единомышленников — Николаем Гибаленко, Геннадием Дмитриевым, Романом Флореску, Виктором Тетко, Аркадием Гецу — художник собственноручно приступает к организации и проведению ремонта полуразрушенных помещений, превращая их в салон-магазин и выставочный зал. В 2000 году срок председательства истекает. Он передаёт полномочия другому коллеге — Зиновию Синице.

## Умение «держать/гасить удары» судьбы
Художник вырабатывает в себе способность отстаивать свои цели, выносить общественное непризнание, непонимание выбранного пути, учится «держать/гасить удар» внешних обстоятельств.

### Первый удар судьбы
Детей в семье Вероники Пантелеймоновны и Иона Васильевича было трое. В 1947 году, в период массового голода, умирает девочка, 11-летняя красавица Мария, от простуды головного мозга — младшая сестра Стефана. Детские впечатления о трагедии ещё долго будут мучить художника.

### Второй удар судьбы
Уходят из жизни любимые родители — отец (1976) и мать (1986). Несмотря на смерть родных ему людей, Стефан продолжает трудиться: ищет новые выразительные средства, экспериментирует. Чтобы сохранить память об отце и матери, посвящает им ряд живописных композиций — «Мама художника» (1967), «Мама на пороге своего дома» (1991), «Мой отец на охоте. Память о Буковине» (1990).

### Третий удар судьбы
В 1985 году Стефан Флореску преодолевает тяжёлую болезнь любимой супруги, помогая ей выздоравливать. Чуть позже он пишет её очередной живописный портрет, подчёркивающий холодной гаммой не угасающую молодость и мудрость.

### Четвёртый удар судьбы
За пять лет деятельности (1996—2000) в качестве руководителя Бельцкого филиала Союза Художников Стефан Флореску добивается у местных властей безвозмездной передачи здания Салона «Arta» в 100 м² (ул. Индепенденцей-58) живописцам. Известный художественный и единственный на севере Молдовы в Бэлць салон-магазин (располагался в помещении картинной галереи возле памятника-танка) нагло отбирается работниками примарии у профессионалов. В нём открывается городская валютная касса. Статьи в местную прессу, обращение к сознательности бельцких правителей того лихолетья «о спасении искусства» не дают положительных результатов.
С. Флореску не станет доказывать бюрократам, что искусство следует поддерживать финансами, что эстетику не следует уничтожать и заменять денежными потоками. Он делает контрход внешним обстоятельствам: организовывает выставки молодых художников, привлекая «свежие идеи и дерзкий полёт воображения», не переставая творить.

### Пятый удар судьбы
Почти смертельная автотранспортная авария в 1975 году. Спустя несколько часов после беды, оставшись живым, с зашитыми ранами на лице, продолжает проводить переговоры с заказчиком, чтобы, вернуться домой (в мастерскую), приступить к творческому поиску: перейти от эскизов к воплощению идей.

### Шестой удар судьбы
Тяжёлая болезнь в 71 год. И даже это не отпугивает С. Флореску. Он думает только над реализацией поставленных трёхуровневых целей. Стефан Флореску — состоявшийся художник интуитивного полёта и математического расчёта. Аналитический ум он подключает лишь при завершении картины. С. Флореску при любых критических мнениях со стороны искусствоведов и Зрителей несгибаемо делает своё любимое дело: стремиться к своим выбранным целям.

## Выставки

### Персональные выставки
- 1967: дебют, г. Геническ, Херсонская область, Украина;
- 1973: полиграфический институт имени И. Фёдорова, г. Львов, Украина;
- 1984: городская картинная галерея, г. Бэлць, Молдова;
- 1992: зал научной библиотеки БГУ им. А. Руссо, г. Бэлць, Молдова;
- 2004: муниципальная картинная галерея, г. Бэлць, Молдова;
- 2004: Национальный Исторический Музей Республики Молдова[9][10], г. Кишинёв;
- 2005: зал научной библиотеки БГУ им. А. Руссо, г. Бэлць, Молдова;
- 2007: Национальная Библиотека Республики Молдова, г. Кишинёв;
- 2007: зал муниципальной клинической больницы, г. Бэлць, Молдова;
- 2008: Историко-краеведческий Музей, г. Бэлць, Молдова;
- 2011: Музей истории и этнографии, г. Бэлць, Молдова;
- 2014, 2016: Музей истории и этнографии, г. Бэлць, Молдова

### Совместные выставки
- 1974: зал Союза Художников, г. Кишинёв, Молдова;
- 1978: зал Союза Художников, г. Кишинёв, Молдова;
- 1984: зал Союза Художников, г. Кишинёв, Молдова;
- 1988: зал Союза Художников, г. Кишинёв, Молдова;
- 1995: картинная галерея, г. Бэлць, Молдова;
- 1997: зал Филиала Союза Художников, г. Бэлць, Молдова;
- 1999: центральный выставочный зал имени Константина Бранкузи, г. Кишинёв, Молдова;
- 2006—2008: центральный выставочный зал имени Константина Бранкузи, г. Кишинёв, Молдова;
- 2009: центральный выставочный зал[11] имени Константина Бранкузи, г. Кишинёв, Молдова;
- 2009: картинная галерея имени Антиоха Кантемира, г. Бэлць, Молдова;
- 2010: центральный выставочный зал имени Константина Бранкузи, г. Кишинёв, Молдова;
- 2010, 2013, 2014, 2015: картинная галерея имени Антиоха Кантемира, г. Бэлць, Молдова;
- 2011—2017: центральный выставочный зал имени Константина Бранкузи, г. Кишинёв, Молдова

### Международные выставки
- 1988: г. Мары, Туркменистан;
- 1990: г. Констанца, Румыния;
- 1991: г. Бакэу, Румыния;
- 1992: г. Бухарест, Румыния;
- 2004: г. Ботошань, Румыния;
- 2004: г. Бухарест, Румыния;
- 2008: г. Бакэу, Румыния;
- 2009: г. Бакэу, Румыния;
- 2011: г. Бакэу, Румыния;
- 2014: г. Бакэу, Румыния;
- 2015: г. Бакэу, Румыния;
- 2016: г. Бакэу, Румыния

## Творческие командировки
- 1969: Крым;
- 1970: г. Душанбе, Таджикистан;
- 1970: г. Бухара, г. Хива, г. Самарканд, Узбекистан;
- 1970: г. Ереван, Армения;
- 1980: г. Сенеж, Московская область, Россия;
- 1987: Карпаты, Буковина, Украина;
- 1988: Карпаты, Буковина, Украина;
- 1988: г. Мары, Туркменистан;
- 1989: Карпаты, Буковина, Украина;
- 1989: г. Каменец-Подольский, Украина;
- 1989: г. Ессентуки, г. Кисловодск, г. Пятигорск, Кавказ, Россия;
- 1990: монастыри и православные церкви Молдовы;
- 1991: г. Бакэу, Румыния;
- 1991: г. Яссы, Румыния;
- 1992: монастыри Молдовы;
- 1993: Кавказ, Россия;
- 1998: г. Плоешть, Румыния;
- 2004: г. Ботошань, Румыния

## Публикации о творчестве

### Монография
- 2006: г. Кишинёв, Молдова, «Штефан Флореску: буковинский „монах“ в искусстве Молдовы», серия: «Художники-изобретатели в искусстве Молдовы XX—XXI веков», 1000 экземпляров (недоступная ссылка), ISBN 978-9975-901-04-8;

### Журналы
- 1973: «Украина»[6], г. Киев, Украина;

### Газеты
- 1973: «Львовская правда», г. Львов, Украина;
- 1973: «Культура и жизнь», г. Киев, Украина;
- 1974—2010: «Голос Бэлць», «Спрос-Предложение», «Curierul de Nord», г. Бэлць, Молдова;
- 1978—2007: «Советская Молдавия», «Столица»[10], «Literatura şi arta», г. Кишинёв, Молдова;
- 2010: «Vocea Bălţiului», г. Бэлць, Молдова;
- 2017: «Экономическое обозрение» (недоступная ссылка), г. Кишинёв, Молдова

## Приобретение картин

### Частными лицами и общественными организациями
- СНГ: Молдова, Украина, Россия;
- Европа: Румыния, Болгария, Греция, Германия, Франция;
- Прибалтика: Литва;
- Средняя Азия: Туркменистан;
- Центральная Азия: Монголия;
- Ближний Восток: Израиль;
- Америка: Канада, США

### Государственными структурами России и Молдовы
- 1980—1984: Муниципальная детская библиотека имени Иона Крянгэ, муниципий Бэлць, Молдова;
- 1984, 1989, 2004, 2005: Национальный Художественный Музей, муниципий Кишинёв, Молдова;
- 1985: Музей села Пеления, Молдова;
- 1988, 2001—2006: Научно-исследовательский институт полевых культур «Селекция», муниципий Бэлць, Молдова;
- 1995: Бельцкий Государственный Университет имени Алеку Руссо, Молдова;
- 1998: Редакция республиканской газеты «Literatura şi arta», муниципий Кишинёв, Молдова;
- 2004: Дом народного творчества села Паланка, Каларашский район, Молдова;
- 2004: Национальный Музей Истории Молдовы, муниципий Кишинёв;
- 2005: Историко-краеведческий Музей муниципия Бэлць, Молдова;
- 2005: Сельскохозяйственная Академия имени К. Тимирязева, город Москва, Россия;
- 2005: Школа искусств имени Чиприана Порумбеску, муниципий Бэлць, Молдова;
- 2005: Муниципальная библиотека имени Е. Кошериу, муниципий Бэлць, Молдова;
- 2007: Муниципальная клиническая больница, муниципий Бэлць, Молдова;
- 2011: Посольство Германии, г. Кишинёв, Молдова

## Количество произведений искусства
- более 10 тысяч зарисовок, набросков, эскизов;
- около 250 графических произведений;
- более 390 живописных композиций;
- два скульптурных проекта

## Изобретения в области искусства

### Тема в живописи
- 1990: «Приобретение в конце XX века независимости и суверенности Молдовы, как положительный этап Возрождения самосознания её коренного и многонационального этноса», композиция «Мечта Михая Садовяну»

### Выразительные средства в живописи
- 1966: «Незримое взаимодействие объектов», пейзаж «Вечерняя колыбель на Чёрном море. Город Скадовск»;
- 1988: «Озеро-глаз», композиция «Око Буковины»;
- 1989: «Подразумевание построенных в ряд крестьян перед отправкой в Сибирь», исторический пейзаж «Утро в Каприянах»;
- 1990: «Лицо Михая Садовяну-радужка глаза», композиция «Мечта Михая Садовяну»;
- 1991: «Божественность овечьей брынзы», композиция «В загоне для овец»;
- 1992: «Семья в виде коры раскинувшегося ствола дерева», композиция «Корни наших предков»;
- 1993: «Ритм военнопленных крестьян и бурное движение реки направлены друг к другу», композиция «Прошлое и настоящее Молдовы», диптих;
- 1996: «Белый голубь над Каприянским монастырём», композиция «Каприянский монастырь»;
- 1996: «Отсутствие трёх свечей, которые подразумеваются», композиция «Каприянский монастырь»;
- 1996: «Золотистый световой крестообразный поток», композиция «Каприянский монастырь»;
- 1997: «„Иисус Христос — великан“, вместо лучей света», композиция «Свет»;
- 1997: «„Святой Троицы“ нет, а впечатление передаётся», композиция «Свет»;
- 1998: "Ласточки в золотистом круге и логотип газеты «Literatura şi arta», композиция «Песня предков»;
- 1998: «Дерево-девушка», композиция «Расцветающая Молдова. Весна», левая часть диптиха

### Живописный след
- 1990: «Фотографично-абстрактный эффект следа», портрет «Мой отец на охоте. Память о Буковине»